# Nurmensaaret
Nurmensaaret är en halvö i Finland. Den ligger i sjön Haapajärvi och i kommunen Pielavesi i den ekonomiska regionen  Övre Savolax ekonomiska region  och landskapet Norra Savolax, i den centrala delen av landet, 400 km norr om huvudstaden Helsingfors. Notera att namnet antyder att det är fråga om flera öar.